# Pannónia (együttes)
A Pannónia együttes 1966 végén, vagy 1967 elején jött létre, az akkori Atlantis zenekar tagságából, tulajdonképpen a zenekar tagjai kiváltak, egyedül Neményi Béla maradt az Atlantis. Első koncertjeiket még ugyan Atlantis néven adták, közben Neményi Béla új tagságot szervezett zenekarához és egy névhasználati perben neki ítélték az Atlantis nevet.
Tagok:
- Radics Béla szólógitár
- Pósa Ernő ritmusgitár, ének
- Beke Zoltán basszusgitár
- Rozsnyói György orgona
- Striczek József dob

1967 elején csatlakozott a formációhoz a dalszerző Szilárdi Béla, nevüket ekkor változtatták Pannóniára. A dalok többségét ő írta, és mindet ő hangszerelte. Nagyjából 30 saját daluk volt. 1967 nyarán, vagy őszén kivált a zenekarból Radics Béla, hogy Sankó Lászlóval megalakítsa a Sankó Groupot, helyére Dénes Mihály szaxofonos került. E korszakkal foglalkozik Bálint Csaba: Radics Béla a beatkorszakban című, 2012-ben megjelent könyve.
A zenekarnak két kislemeze jelent meg, az első SP 375 katalógus-számon, rajta a Diótörő és a Sohse halok meg című dalokkal. A kislemezen még szerepel Radics Béla. A második kislemez 1969-ben jelent meg Slágerkupa címen.
A zenekar több rádiófelvételt is rögzített. Busójárás című dalukkal 1968-ban megnyerték a vidéki Táncdalfesztivált Debrecenben, sikeres kísérőzenekar voltak, kísérték a korszak több szólistáját is.
A zenekar 1970-ben szétvált, Beke Zoltán a Hunnia zenekarban folytatta, Pósa és Rozsnyói maradtak a Pannóniában, de mindkét formáció a nyugati vendéglátózást választotta.
A '70-es években több hazai Pannónia nevű formáció is létezett egymás mellett, 1971-ben például Miskolcon vendéglátózott egy csapat, melynek tagja volt Vikidál Gyula is, illetve egy másikat Mogyorósi László gitáros és Tercs Ferenc basszusgitáros alakított.

## Rádiófelvételek
- Falu végén kis kunyhóban (Payer András–S.Nagy István, 1967.04.07.) Payer András – ének
- Előbb, mint gondolnád (Payer András–Szenes Iván, 1967.04.07) Payer András – ének
- Farsangi petárda (Szilárdi Béla–S.Nagy István, 1967.04.07.)